# Parc provincial de Sundance
Le Parc provincial de Sundance (anglais : Sundance Provincial Park) est un parc provincial de l'Alberta (Canada) situé à 100 km à l'est du parc national de Jasper.

## Territoire
Le parc est divisé en deux secteurs distincts. Le premier borde les cinq lacs Emerson ainsi que la rivière Athabasca. Cette section comprend le terrain de camping, la courte randonnée pédestre et la pêche. Le second secteur, beaucoup plus grand, protège une série de cheminées de fée situées sur des falaises de grès de la vallée du ruisseau et du lac Sundance. 